# Битва под Миром (1792)
Битва под Миром (пол. Bitwa pod Mirem) — битва, которая произошла под стенами Мирского замка 11 июня 1792 года во время русско-польской войны 1792 года.

## Предыстория
Русско-польская война, начавшаяся в 1792 году, стала ответом российской императрицы Екатерины II Алексеевны на Четырёхлетний сейм (1788—1792), который в мае 1791 года принял новую конституцию Речи Посполитой, а также пытался решительно реформировать общественно-политический строй государства, увеличить численность армии и избавиться от навязанной опеки Российской империи.
27 апреля 1792 года[по какому календарю?] в Санкт-Петербурге тайно была создана Тарговицкая конфедерация. Для её поддержки на границе с Великим княжеством Литовским были сосредоточены четыре корпуса российской армии: генерал-поручика князя Юрия Владимировича Долгорукова (Динабург), генерал-майора Шимона Коссаковского (Полоцк), генерал-поручика графа Бориса Петровича Меллина (Толочин) и генерал-поручика Ивана Евстафьевича Ферзена (Рогачев), которые находились под общим командованием генерал-аншефа Михаила Никитича Кречетникова. Долгоруков и Коссаковский из Динабурга и Полоцка должны были наступать на литовскую столицу Вильно, Меллин на Борисов и Минск, а Ферзен на Бобруйск, Слуцк и Несвиж.
Войска ВКЛ в 1791 году насчитывали 14 792 человека. Первая дивизия под командованием генерал-лейтенанта Юзефа Юдицкого находилась под Минском и состояла из татарского полка генерал-майора Юзефа Беляка (617 чел.) и гусарской народной кавалерии (1600 чел.).
Русский корпус под командованием Б. П. Меллина, усиленный полком Л. Беннигсена, насчитывал 9602 человека при 13 полевых орудиях. Генералы Меллин и Ферзен стремились разбить первую литовскую дивизию Ю. Юдицкого и захватить его артиллерию. Генерал-лейтенант Юзеф Юдицкий, чтобы не быть окруженным Ферзеном со стороны Слуцка, из Минска отступил в Койданово и Столбцы, переправился через р. Неман и 7 июня[по какому календарю?] стал лагерем под Старым Сверженем. Здесь Ю. Юдицкий узнал о назначении его главнокомандующим армией Великого княжества Литовского.
Юзеф Юдицкий опасался попасть в окружение, но дать решительный бой он никак не решался. Он решил отступить из болот и лесов на лучшие позиции в безлесной равнине между Залужьем и Миром «под прикрытием большого замка, обведённого валом и рвом».
В Столбцах Ю. Юдицкий оставил два легкоконных полка под командованием генерал-майора Юзефа Беляка, которые должны были прикрывать отступление главных сил и задержать русских на переправе через реку Неман. В ходе трехчасового боя Ю. Беляк разбил один драгунский полк и разрушил понтонный мост на лодках через Неман, но другие русские отряды нашли броды для переправы и вскоре отбросили поляков.

## Ход сражения
Главнокомандующий Юзеф Юдицкий собрал главные силы армии в Мире. Вскоре к ним присоединился генерал-майор Юзеф Беляк со своей группой, отступивший после боя под Столбцами.
Русский командующий граф Б. П. Меллин, занявший позиции под Залужьем, утром 11 июня[по какому календарю?] отправил две колонны солдат, по 2 тысячи в каждой, для того, чтобы они обошли севернее и южнее позиции войск противника под Миром. Одной колонной командовал генерал-майор Фёдор Буксгевден, а второй — полковник Леонтий Беннигсен. С остальной частью корпуса Борис Меллин ждал второй половины дня, чтобы потом вместе с двумя колоннами, которые он отправил в тыл противнику, ударить на силы противника с трёх сторон.
В то же время генерал-лейтенант Юзеф Юдицкий отправил сильный отряд, состоящий из 900 человек с 4 орудиями, под руководством генерал-майора Станислава Костки Потоцкого. Когда Потоцкий около двух часов дня подошёл незамеченным к русскому лагерю, он оценил, что российские войска слабы и сообщил об этом главнокомандующему Юзефу Юдицкому. Когда русские заметили отряд С. Потоцкого, они бросились за ним в погоню. Отступая от русских позиций, Потоцкий присоединился к главным силам своей армии примерно в трёх километрах от Мира.
Польские войска выстроились в две линии. Первая линия включала в себя 2 батальона пехоты и пинскую бригаду, в то время как во второй линии находились 4 и 1/2 пехотных батальонов, ковенская кавалерийская бригада и два полка артиллерии. Меллин, имевший на это время 5600 солдат и 13 пушек, поместил все свои силы в одну линию и начал артиллерийский обстрел. Однако русские воздерживались от наступления, ожидая прибытия высланных колонн.
Юзеф Юдицкий боялся вступать в битву, он созвал военный совет, который продолжался два часа. В то же время его войска находились под огнём русской артиллерии. В польских войсках, состоявших в основном из рекрутов, которые стояли слишком долго под огнём русских, началась паника. В направлении Мира вначале бежала ковенская и частично пинская бригады. Вскоре сделал то же самое кавалерийский полк генерала Юзефа Беляка. Когда около 19:30 в тылу поляков появились с обеих сторон колонны Беннигсена и Буксгевдена, Юзеф Юдицкий в 20:00 приказал своим войскам отступать.
При отступлении, благодаря полковнику Якубу Ясинскому, поляки отразили атаку русской конницы и, не преследуемые, отступили в сторону Несвижа. Оставленный в Мире гарнизон замка также отошел по просёлочным дорогам.

## Результаты
По польским источникам, они потеряли в бою около 120 солдат и 1 пушку, а русские - около 250 солдат. Сам Юзеф Юдицкий оставил свою армию и бежал в Гродно. Официально он был снят с должности главнокомандующего 24 июня 1792 года[по какому календарю?], а фактически 19 июня[по какому календарю?]. Новым главнокомандующим войск ВКЛ был назначен генерал-лейтенант Михаил Забелло, ранее командовавший 2-й литовской дивизией.